# Operació Ametista Reial
L'Operació Ametista Reial va ser el nom donat a una operació militar duta a terme pel Batalló de Comandos de Guinea, que va tenir lloc el 8 maig de 1973 durant la guerra colonial a Guinea Bissau, amb l'objecte de matar o almenys alterar l'organització del PAIGC a la regió de Guidaje-Bigene.

## Estructura
L'operació va dividir les forces executants en tres agrupaments:
- Agrupament Romeu - 1a Companyia de Comandos - capità António Ramos;
- Agrupament Bombox - 2a Companyia de Comandos - capità Matos Gomes;
- Agrupament Centauro - 3a Companyia de Comandos - capità Raul Folques.

Després d'embarcar al Batalló de Comandos a les llanxes de desembarcament grans (LDG) escortades per dos vaixells de vigilància desembarcaren a Ganturé seguit d'un 'briefing' a Bigene. L'operació va començar a les 23h50m cap al nord. El primer contacte amb les forces de la PAIGC va ser provocada per l'Agrupament Bombox després dels bombardejos aeris inicials dels Fiat G-91.